# Radešín (Chuderov)
Radešín je malá vesnice, část obce Chuderov v okrese Ústí nad Labem. Nachází se asi dva kilometry severovýchodně od Chuderova.
Radešín leží v katastrálním území Radešín u Lipové o rozloze 1,64 km².

## Historie
První písemná zmínka o vesnici pochází z roku 1406.

## Obyvatelstvo
Při sčítání lidu v roce 1921 zde žilo 75 obyvatel (z toho 34 mužů), z nichž byli dva Čechoslováci a 73 Němců. Kromě dvou lidí bez vyznání se hlásili k římskokatolické církvi. Podle sčítání lidu z roku 1930 měla vesnice 67 obyvatel německé národnosti a římskokatolického vyznání.
|                                                                              | 1869 | 1880 | 1890 | 1900 | 1910 | 1921 | 1930 | 1950 | 1961 | 1970 | 1980 | 1991 | 2001 | 2011 |
| ---------------------------------------------------------------------------- | ---- | ---- | ---- | ---- | ---- | ---- | ---- | ---- | ---- | ---- | ---- | ---- | ---- | ---- |
| Obyvatelé                                                                    | 99   | 88   | 69   | 63   | 72   | 75   | 67   | 61   | 52   | 58   | 40   | 32   | 53   | 65   |
| Domy                                                                         | 18   | 18   | 18   | 15   | 15   | 16   | 16   | 14   | .    | 11   | 9    | 11   | 14   | 20   |
| Počet domů z roku 1961 je zahrnut v celkovém počtu domů místní části Lipová. |      |      |      |      |      |      |      |      |      |      |      |      |      |      |

## Pamětihodnosti
- Usedlost čp. 11

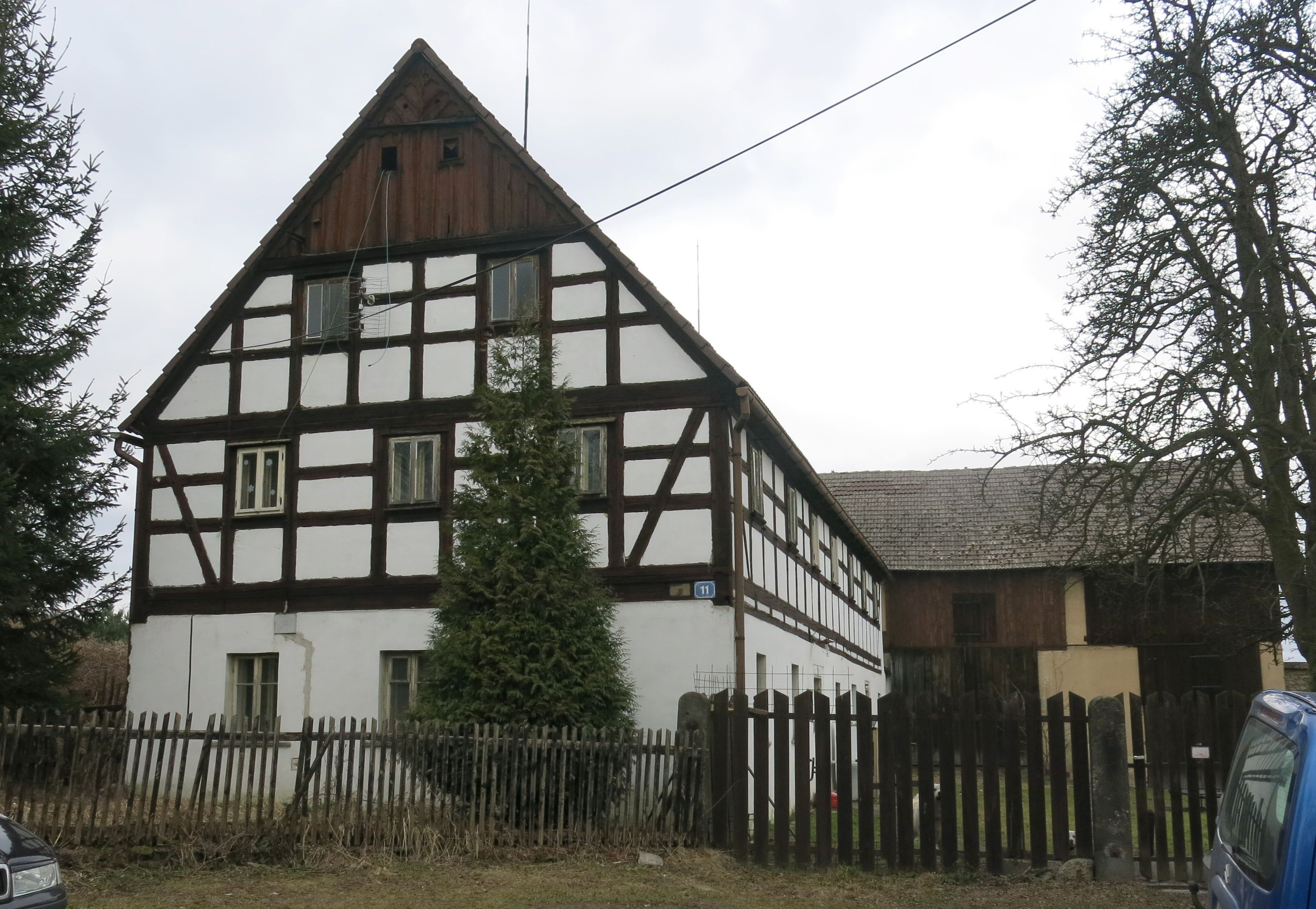
Hrázděná chalupa čp. 11

- Původní kaple z první poloviny 19. století stojí na návsi při průjezdní komunikaci. Byla přestavěna na požární zbrojnici a zastávku autobusu. Věžička bez zvonu.